# Saar Wallaeys
Saar Wallaeys (10 februari 1997) is een Belgisch volleybalster.

## Levensloop
Walleys was actief bij Tievolley Tielt en vervolgens VKT Torhout. In 2021 maakte ze de overstap naar VDK Gent, waarmee ze landskampioen werd. In 2022 maakte ze de overstap naar Bevo Roeselare.